# Leppilammi
Leppilammi eller Leppilampi är en sjö i Finland. Den ligger i kommunen Tammela i landskapet Egentliga Tavastland, i den södra delen av landet, 90 km nordväst om huvudstaden Helsingfors. Leppilammi ligger 148 meter över havet. Den ligger vid sjön Ruostejärvi. I omgivningarna runt Leppilammi växer i huvudsak blandskog. Arean är 16,4 hektar och strandlinjen är 1,74 kilometer lång. Sjön  ingår i Kumo älvs huvudavrinningsområde. 